# 메이 (오버워치)

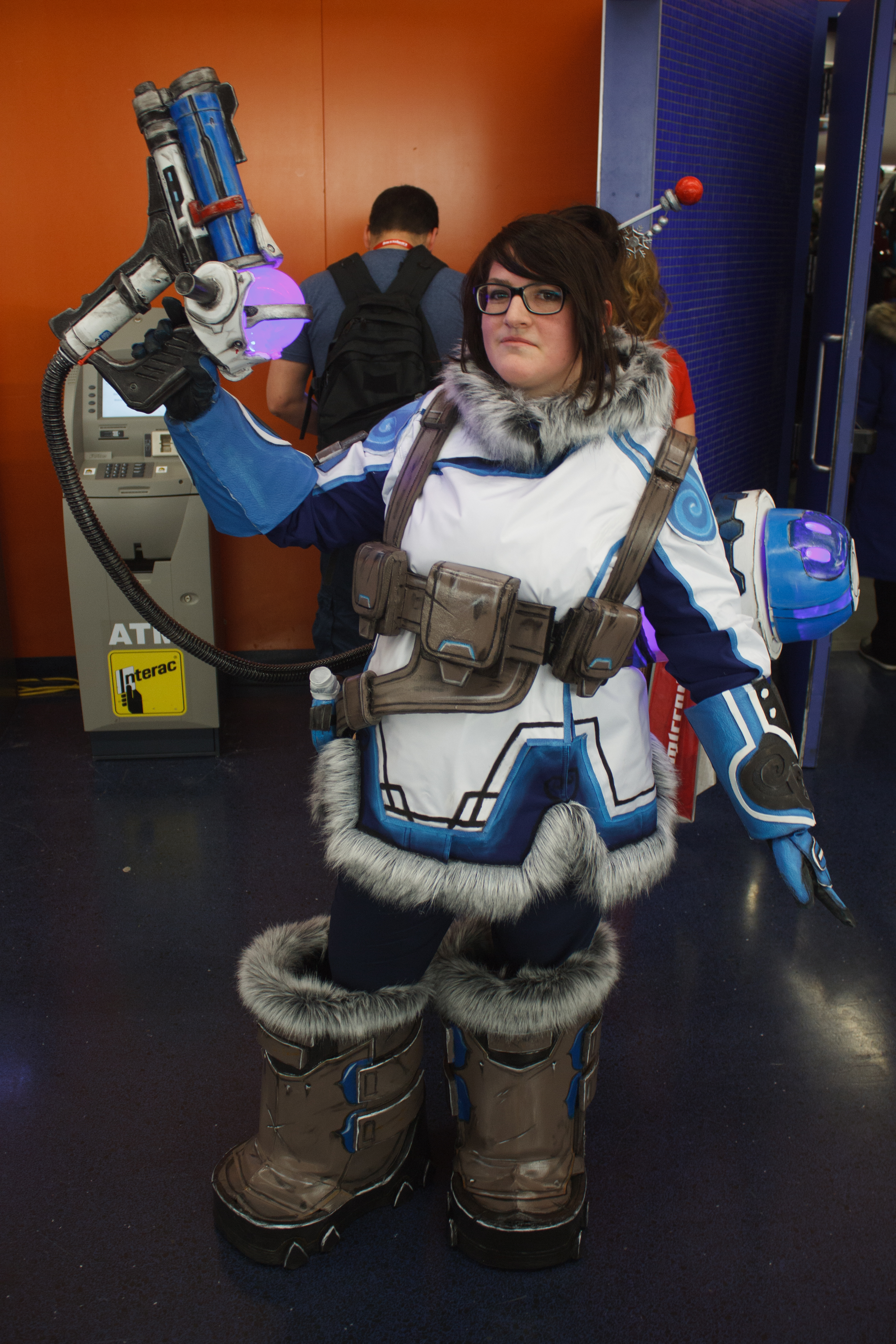

저우메이링(중국어 간체자: 周美灵, 정체자: 周美靈, 병음: Zhōu Měilíng, 주미령), 또는 더 잘 알려진 이름인 메이(중국어: 美, 병음: Měi)는 2016년 블리자드 엔터테인먼트가 개발한 1인칭 슈팅 게임인 오버워치에 등장하는 가공의 플레이어 캐릭터이다. 그녀는 중국 시안에서 온 기후학자이자 모험가이다. 메이의 중국어판 및 영어판 성우는 엘리스 장이 맡았으며, 한국어판 성우는 전숙경이 맡았다.

## 디자인 및 계획
메이는 블리즈컨에서 D.Va, 그리고 겐지와 함께 2015년 10월 처음으로 발표된 인물로, 오버워치가 공식적으로 발매되기 이전 소개된 마지막 영웅들 중 한 명이었다. 처음에 블리자드는 전투 시에 냉각을 사용하는 영웅을 계획하기를 원했다. 그 때에 영웅의 국적은 결정되지 않았지만, 디자이너들은 영웅을 캐나다인으로 설정하려고 했다. 이후, 중국의 하얼빈 국제빙설제에 감명을 받아, 디자인 팀은 영웅을 중국인으로 하기로 결정했다. 추가적으로 그녀의 초기 디자인은 적을 함정에 빠뜨리는 얼음과 냉각 능력을 사용하는 "프로스바이트"라 명명된 현상금 사냥꾼에 중점을 두었다. 그러나 메이의 아트 양식을 개발하면서, 디자인 팀은 그들이 사랑하는 "귀엽고 똑똑하지만 세상 물정을 모르는 과학자"에서 감명을 받았고, 이 생각은 매일 사람들이 영웅이 될 수 있고, 오버워치 팀의 일원이 될 수 있다는 아이디어를 제공했다.

## 게임플레이
메이는 냉각총으로 무장한 과학자이다. 냉각총은 단거리 얼음 빔을 쏴서 적을 얼리거나 장거리 고드름 발사체를 발사할 수 있다. 피해로부터 보호하고 상처를 치료하기 위해 고체 얼음 속에 그녀를 스스로 가둘 수 있다. 그녀의 "빙벽" 기술은 적의 공격을 방어할 뿐만 아니라 적을 가두는 등 다양한 용도로 사용할 수 있다. 그녀의 궁극기인 "눈보라"는 그녀의 개량된 기상 드론 설구를 불러 넓은 범위의 적을 얼리는 기술이다.

## 등장
오버워치에서 메이는 지구의 기후 변화에 대한 원인을 찾기 위해 오버워치에 고용된다. 당시 기후 변화에 대한 원인을 두고 새로운 기술의 출현이나 빠르게 증가하는 옴닉 개체 수, 극적으로 증가한 자원 소모량 등을 지목하는 사람들이 있었다. 남극의 오버워치 기지인 "에코포인트"에 파견된 메이와 다른 과학자들은 극폭풍에 휩쓸렸고, 기지가 손상을 입었다. 보급품이 떨어지자 과학자들은 동면을 선택했는데, 유일하게 살아남은 이는 메이 뿐이었다. 이 때 오버워치는 이미 폐쇄되었고, 기후 위기에 대한 파일은 완전히 삭제되었다. 이후 메이는 설구를 데리고 연구를 스스로 계속 진행 중이다.
메이는 2017년 8월 게임스컴에서 공개된 오버워치 단편 "일어나요!"의 주인공이다. 이 단편은 메이의 기원에 대한 이야기를 조금 더 많이 담았다.